# 유치커
『유치커』(헝가리어: Jucika [ˈju.tsi.kɒ][*])는 헝가리 인민공화국의 만화가 푸스타이 팔이 1957년부터 1970년 죽을 때까지 연재한 코믹 스트립이다.  1957년 처음 연재를 시작했을 때는 Érdekes Újsag 지면에서 연재하다가, 인기가 많아지면서 Lúdas Matyi지로 옮겼다. 총 500명 이상 연재되었다. 